# Wainui

Wainui est une localité du ward de Rodney (en), située dans la région d'Auckland dans l'Île du Nord de la Nouvelle-Zélande.

## Situation
Wainui est localisée à approximativement 5,5 kilomètres au nord-est de la ville de Waitoki et à 10 km à l'ouest de la ville d'Orewa.
Le cours d’eau 'Wainui Stream' s'écoule vers le sud-ouest à travers le secteur et se déverse dans la rivière Kaukapakapa  , .

## Histoire
Quand les colons arrivèrent au niveau de Wainui, la région était couverte d'arbres étiquetés:'teatree' et de fougères sur des étendues importantes au sein d'un bush vierge comprenant de magnifiqueskauris. 
Wainui est la plus ancienne zone habitée, qui vit des personnes de racines anglaises, écossaises et irlandaises s'installer là vers les années 1850.
Parmi les premiers colons, se trouvaient deux fermiers : les Hutson  et Thick  suivis par les King , Lloyd et Jacobs .
Vers 1860, les familles Lambert ,  Lamont ,  Fennell  et  Scott  commencèrent à éclaircir le terrain en vue de s'y installer pour des cultures.
Les deux principaux moyens de survie des colons à cette époque était l'exploitation du bois et la récolte de la gomme (récolte de la gomme de Kauri (en)).

## Éducation
L'école de « Wainui School » est une école mixte, assurant tout le primaire, allant de l'année 1 à 8, avec un taux de décile de 10 et un effectif de 225 élèves . L'école a ouvert en 1879 . Elle a célébré son 125 e anniversaire en 2004 .
Dès l'année 1860, un enseignement formel fut mené, non pas dans la salle de classe mais dans la propre maison de l'instituteur. 
En 1870, l'église locale presbytérienne fut construite, qui est décrite dans le logo de l'école de Wainui.
Vers 1878, le besoin pour une véritable école était évident aussi le bâtiment de l'école puis la salle de classe furent construits et ouverts au début de l'année 1879  mais l'instituteur devait être partagé avec une autre école (celle de  Locknorrie ) ainsi la période scolaire ne durait que jusqu'au déjeuner. 
Ce ne fut qu'en 1912 que l'école de Wainui devint une école à plein temps avec un effectif de 20 élèves.
À cette époque, il n'y avait pas de moyens de transport pour se rendre à l'école la plus proche et les enfants n'y restaient que jusqu'à l'âge de  15 ans .
En 1946, une autre salle de classe fut nécessaire, car l'effectif atteignait les 60 élèves avec d'autres fermes, qui s'étaient développées dans le secteur.
En 1969, l'ancienne classe d'école de l'origine était devenue redondante avec les nouvelles classes, qui avaient été construites. 
Le bâtiment fut retiré du terrain de l'école. 
L'école initiale fait maintenant partie du Musée des transports et des technologies d'Auckland .
Dans les années suivantes, l'effectif a continué à grossir au fur et à mesure de l'installation de nouvelles fermes, qui furent ensuite subdivisées selon une tendance continue. 
Au début du nouveau millénaire, l'école avait atteint un effectif de 200 élèves. 
Alors qu'il s'agissait d'un secteur traditionnel de fermes, la configuration de la zone a changé quelque peu. 
La plupart des familles contribuant au recrutement de l'école est maintenant formé de propriétaires d’un ensemble de petites maisons, de personnes travaillant dans le secteur du North Shore' ou d'Auckland city.